# Rock 'n' Roll (divadelní hra)
Rock 'n' Roll je divadelní hra, kterou napsal Tom Stoppard. Měla premiéru v londýnském Royal Court Theatre v roce 2006. Česká premiéra proběhla 22. února 2007. Hra se odehrává v Cambridge a v Praze v období od konce 60. let do roku 1990, kdy odehrály The Rolling Stones koncert v Praze. Při představeních české verze hru uváděla skupina The Plastic People of the Universe.